# لری سیلورستین
 لری سیلورستین (انگلیسی: Larry Silverstein؛ زادهٔ ۳۰ مهٔ ۱۹۳۱) یک بازرگان اهل ایالات متحده آمریکا است.